# Anacypta dohrni
Anacypta dohrni là một loài bọ cánh cứng trong họ Trogossitidae. Loài này được Leconte miêu tả khoa học năm 1876.